# 에듀모아
에듀모아는 행복나눔재단이 2021년 개설한 시각장애학생 학습정보 사이트이다.
초중고 학습서 대체자료 정보, EBS 고교 인터넷 강의 정보, 대입 특수교육대상자전형 입시요강 등을 제공하며, 시각장애인이 사용하는 음성듣기 기능에 최적화되어 있다.

(주)스마트업이 운영하던 동명의 온라인 초등학습 사이트는 2019년 5월 7일 부로 서비스가 종료되었고, 스마트에듀모아가 운영 중이다.